# Francisco Eugenio de Arruti Zabala
Francisco Eugenio de Arruti Zabala (Régil, 1785- San Sebastián, 1854) fue un médico español que obtuvo relevancia en el tratamiento de las sucesivas epidemias de tifus, fiebre amarilla y cólera ocurridas en San Sebastián y alrededores en la primera mitad del siglo XIX.
Sus informes, memorias y normas para los productos alimentarios sentaron las bases para erradicar éstas enfermedades en la región.

## Biografía
Nació en Régil, provincia de Guipúzcoa (España) en 1875.
Se licenció  en Medicina por las Universidades de Valladolid y Zaragoza, graduándose  en Madrid donde contó con el magisterio de Severo López Neire.
Fue médico militar pero pronto pasó a la actividad civil ejerciendo en Aia (1802), en Zarauz (1810) y en San Sebastián desde 1821.
Su participación en las luchas sanitarias se tradujo en la redacción de varios informes como los dedicados al Hospital Militar de San Telmo (1821) que sería decisivo para su traslado al convento de San Francisco y el de 1822 sobre la epidemia de fiebres intermitentes en el barrio del Antiguo.
En 1824 fue autor  de un tratado sobre la fiebre amarilla en Pasajes (Guipúzcoa). 
En 1834 realizó una memoria sobre la epidemia de cólera, la primera del siglo, en colaboración con otros médicos y en 1845 describió el brote epidémico de fiebre amarilla en San Sebastián.
Fue autor de otros artículos como "Descripción topográfica-médica de la ciudad de San Sebastián" publicado por la Real Academia de Medicina y Cirugía de Cádiz.
Publicó otros informes de salubridad referentes a los "juncales" del barrio del Antiguo y ofreció unas normas sobre el uso de productos alimenticios.
En los años 1832 a 1843 ocupó el cargo de subdelegado de Sanidad y vocal de la Junta local de Sanidad y colaboró en el periódico donostiarra El Liberal Guipuzcoano.
En 1843 fue presidente del Instituto de Ciencias Médicas de Guipúzcoa.
Falleció en San Sebastián en 1854.